# Noite Estrelada Sobre o Ródano
Noite Estrelada Sobre o Ródano é uma pintura de 1888 do pintor holandês Vincent van Gogh. O quadro foi pintado após a sua mudança para Arles, no sul da França, nove meses antes de ser hospitalizado e dois anos antes de cometer suicídio. Em Arles, Van Gogh produziu outras obras famosas, como Quarto em Arles e Terraço do Café à Noite.
Atualmente a obra está exposta no Musée d'Orsay, em Paris, França. Ela foi exposta pela primeira vez em 1889 Salon des Artistes Independants.

## O quadro
A obra retrata a paisagem vista à noite à beira do Ródano, um importante rio europeu. Van Gogh descreveu para seu irmão Théo em uma carta o quadro:
Atualmente se sabe que vista do retrato é longe da Ursa Major, que é para o norte. É possível que o esboço enviado para o seu irmão fosse baseado na composição original.

## As estrelas
Quando sinto uma terrível necessidade de religião, saio à noite para pintar as estrelas (Van Gogh)
Van Gogh se mudou para Arles em busca de luz e cor para suas obras. No lugar, a vivacidade cromática dos astros e estrelas o encantaram e chegou a dizer que estava “terrivelmente fascinado pelo problema de pintar cenas ou efeitos noturnos no local, ou melhor, à noite.” De acordo com biógrafos, para que ele pudesse pintar o céu de forma mais real possível, apenas com o efeito do gás dos lampiões da cidade, ele sentou à beira do rio Ródano e improvisou um candelabro colando velas em seu chapéu de palha. Neste momento, sua obra se mostra mais perto do Expressionismo.
De acordo com alguns críticos de arte, a representação das estrelas seriam uma expressão do eu lírico do pintor.

Apesar de todo esplendor cromático encontrado na obra, o quadro apresenta uma certa calmaria, diferente de outras obras do pintor, carregadas de perturbação mental, como a famosa Noite Estrelada. Ele chegou a escrever ao seu irmão dizendo que se seus quadros tivessem todos esta calma, haveria público para as suas obras. Porém, foi durante este período que após uma crise nervosa e uma discussão com Gauguin, o artista cortou parte de sua própria orelha.